# Seznam nejvyšších televizních věží světa

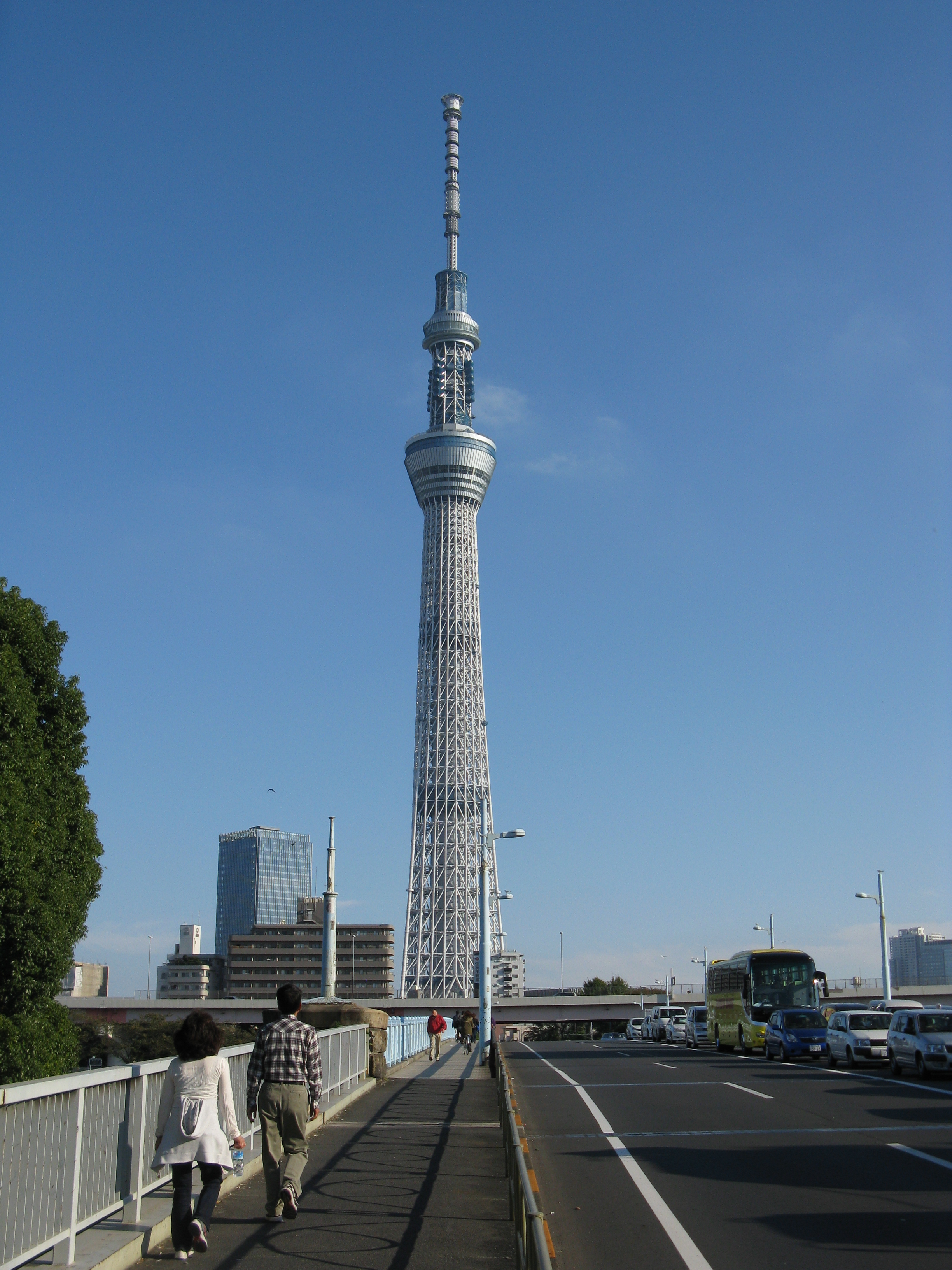
Tokyo Sky Tree

Tento seznam zahrnuje 20 nejvyšších televizních věží světa.

## Seznam
| Pořadí | Název                    | Výška   | Rok dokončení | Stát       | Město                 |
| ------ | ------------------------ | ------- | ------------- | ---------- | --------------------- |
| 1.     | Tokyo Sky Tree           | 634 m   | 2012          | Japonsko   | Tokio                 |
| 2.     | Televizní věž v Kantonu  | 600 m   | 2010          | Čína       | Kanton                |
| 3.     | CN Tower                 | 553,3 m | 1976          | Kanada     | Toronto               |
| 4.     | Televizní věž Ostankino  | 540,1 m | 1967          | Rusko      | Moskva                |
| 5.     | Oriental Pearl Tower     | 468 m   | 1995          | Čína       | Šanghaj               |
| 6.     | Borj-e Milad             | 435 m   | 2007          | Írán       | Teherán               |
| 7.     | Menara Kuala Lumpur      | 421 m   | 1994          | Malajsie   | Kuala Lumpur          |
| 8.     | Tianjin TV Tower         | 415,2 m | 1991          | Čína       | Tchien-ťin            |
| 9.     | Central TV Tower         | 405 m   | 1992          | Čína       | Peking                |
| 10.    | Zhongyuan Tower          | 388 m   | 2011          | Čína       | Čeng-čou              |
| 11.    | Kijev TV Tower           | 385 m   | 1973          | Ukrajina   | Kyjev                 |
| 12.    | Taškentská televizní věž | 374,9 m | 1985          | Uzbekistán | Taškent               |
| 13.    | Liberation Tower         | 372 m   | 1996          | Kuvajt     | Kuvajt                |
| 14.    | Almaty TV Tower          | 371,5 m | 1983          | Kazachstán | Almaty                |
| 15.    | Riga TV Tower            | 368,5 m | 1986          | Lotyšsko   | Riga                  |
| 16.    | Fernsehturm              | 368 m   | 1969          | Německo    | Berlín                |
| 17.    | Stratosphere Las Vegas   | 350,2 m | 1996          | USA        | Las Vegas             |
| 18.    | West Pearl Tower         | 339 m   | 2004          | Čína       | Čcheng-tu             |
| 19.    | Macau Tower              | 338 m   | 2001          | Macao      | Macao                 |
| 20.    | Europaturm               | 337,5 m | 1979          | Německo    | Frankfurt nad Mohanem |